# Clássico Pa-Tu
Paysandu versus Tuna, ou simplesmente Pa-Tu, é um clássico do futebol do Pará, disputado entre o Paysandu Sport Club e a Tuna Luso Brasileira, os únicos clubes da Região Norte do Brasil que conquistaram o título da Série B do Campeonato Brasileiro. 

## História
O primeiro duelo entre os dois clubes foi no dia 11 de dezembro de 1932 em um jogo amistoso realizado no Baenão, e o placar foi um empate em 3 a 3.
O clássico já passou a marca dos 90 anos e ainda é reconhecido como um tradicional clássico paraense. Porém nos últimos anos, o Paysandu desequilibrou o confronto.
Em campeonatos paraenses, foram 222 jogos e o Paysandu leva nítida vantagem sobre a Tuna Luso, somando 115 vitórias. Ocorreram 49 empates e a Tuna saiu-se vitoriosa em 58 ocasiões. No quesito gols, o Papão da Curuzu também também conta com a superioridade dos números, pois marcou ao longo desses oitenta anos de disputa oficial 350 gols, contra 260 da Lusa. A vantagem bicolor soma 90 gols.
O Paysandu ganhou 49 Campeonatos Paraenses, a partir de 1914 quando entrou na competição, enquanto que a Tuna soma 10 títulos, a partir de 1933, quando começou a disputar o certame oficial de futebol do Pará.
Nos cenários regional e nacional, o Paysandu venceu uma Copa Norte em 2002 ,duas Copa Verde em 2016 e 2018, dois Campeonatos Brasileiros - Série B (1991 e 2001) e uma Copa dos Campeões em 2002. A Tuna Luso Brasileira possui dois títulos nacionais: a Série B de 1985 e uma Série C em 1992.
A maior goleada aplicada pelo Paysandu, aconteceu em 6 de Outubro de 1946 em partida amistosa: Paysandu 8 a  1 Tuna Luso. A Tuna Luso deu o troco em 7 de novembro de 1963, quando superou o Paysandu com a histórica goleada por 7 a 1, no estádio Francisco Vasques, em jogo válido pelo Campeonato Paraense.
Campeonato Brasileiro
O Pa-Tu já teve confronto pelo Campeonato Brasileiro Série A, o que aconteceu na vitória do Paysandu por 1 a 0, disputada em 13 de outubro de 1979 no Estádio Alacir Nunes, antigo nome do Estádio do Mangueirão.
Pelo Campeonato Brasileiro Série B foram 15 jogos, com 6 vitórias do Paysandu, 7 empates e 2 vitórias da Tuna, 16 gols marcados pelo Paysandu e 13 pela Tuna, que detém a vitória por maior número de gols, ao vencer o Paysandu por 4 a 0 em 9 de outubro de 1997, com o primeiro jogo ocorrendo em 27 de outubro de 1971, empate por 1 a 1.

## Estatísticas
Geral
- Número de partidas: 480
- Vitórias do Paysandu: 214
- Vitórias da Tuna Luso: 146
- Empates: 123
- Total de Gols: 1359
- Gols do Paysandu: 715
- Gols da Tuna Luso: 635
- Maior Goleada do Paysandu:  8 a 1 em 6 de outubro de 1946
- Maior Goleada da Tuna Luso: 7 a 1 em 7 de novembro de 1963

No Campeonato Paraense
- Jogos: 222
- Vitórias do Paysandu: 116
- Vitórias da Tuna Luso: 58
- Empates 49
- Gols do Paysandu: 350
- Gols da Tuna Luso: 260
- Último jogo considerado: Paysandu 1x1 Tuna Luso, pelas quartas de finais (volta) do Campeonato Paraense de 2023, em 19 de abril